# Arno Beyer (Journalist)

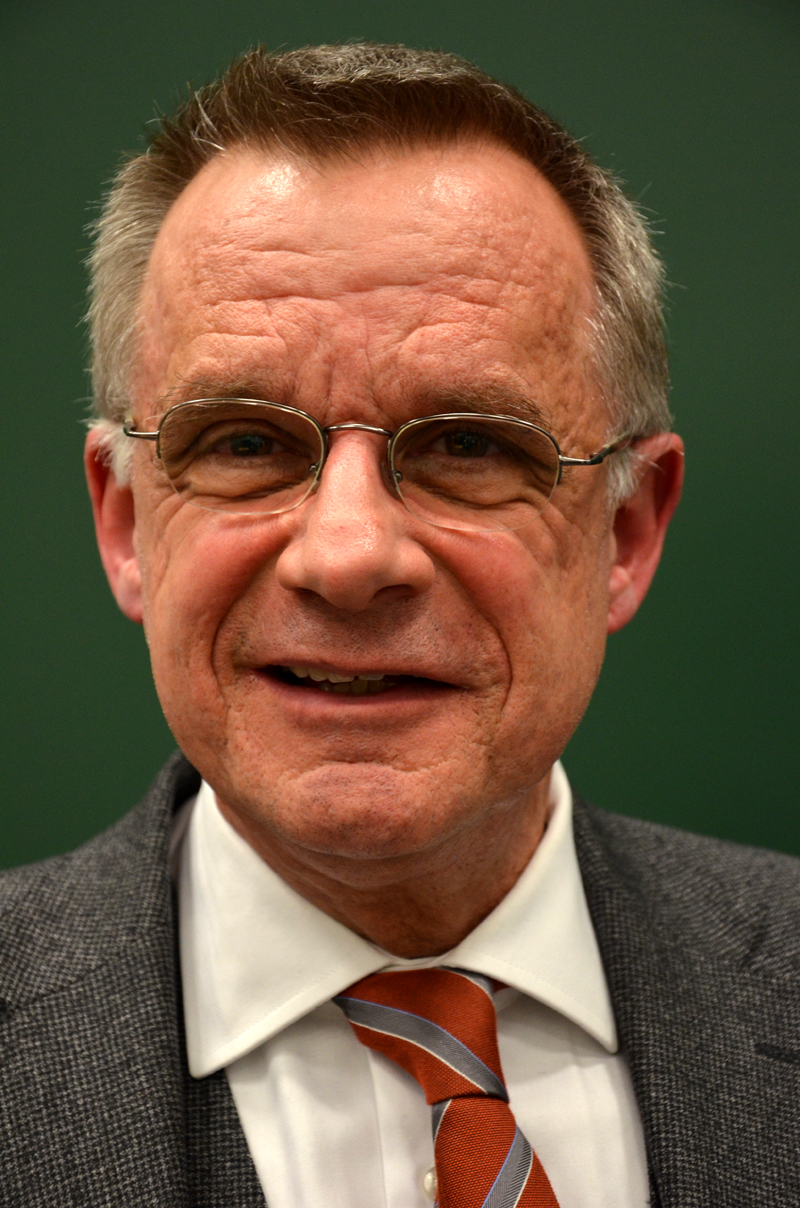
Arno Beyer (2014)

Arno Beyer (* 8. Januar 1955 in Bottrop) ist ein deutscher Journalist, Medienmanager und Autor, der eine bedeutende Rolle in der Entwicklung des öffentlich-rechtlichen Rundfunks in Norddeutschland spielte. Seine Karriere beim Norddeutschen Rundfunk (NDR) erstreckte sich über mehrere Jahrzehnte, in denen er verschiedene Führungspositionen innehatte und maßgeblich zur Stärkung des NDR in Niedersachsen beitrug. Beyer, der einen akademischen Hintergrund in Germanistik, Sprachwissenschaften und Philosophie hat, verband in seiner Arbeit journalistische Praxis mit wissenschaftlicher Reflexion. Neben seiner Tätigkeit beim NDR trat er auch als Autor mehrerer Bücher und Fachbeiträge zu Themen wie Medien, Politik und Kultur in Erscheinung.

## Leben und Karriere
Arno Beyer studierte Germanistik, Sprachwissenschaften und Philosophie an der Ruhr-Universität in Bochum und der Westfälischen Wilhelms-Universität Münster, wo er zum Dr. phil. promovierte. Seine journalistische Laufbahn begann 1981 mit einem Volontariat beim Norddeutschen Rundfunk (NDR). Anschließend arbeitete er als Redakteur, Moderator und Reporter für verschiedene Hörfunksendungen des NDR. 1989 übernahm Beyer die Leitung des Radioprogramms NDR 2, gefolgt von Leitungspositionen bei NDR 1 Welle Nord und NDR 1 Radio Niedersachsen bis 1997. Im selben Jahr wurde er zum Direktor des NDR-Landesfunkhauses Niedersachsen in Hannover ernannt. 2001 war er seitens des NDR Mitbegründer des in Kooperation mit Radio Bremen entstandenen Nordwestradios. 2007 übernahm Beyer zusätzlich die Position des Stellvertretenden Intendanten des NDR. Am 27. Juni 2019 wurde er als Leiter des Funkhauses in Hannover in den Ruhestand verabschiedet.

## Wirken
Beyer galt als „NDR-Eigengewächs“ und war maßgeblich daran beteiligt, den NDR in Niedersachsen fest zu verankern und NDR 1 für 26 Jahre zum Marktführer zu machen. Während seiner Amtszeit trieb er den Ausbau der regionalen Infrastruktur des NDR in Niedersachsen sowie der niedersächsischen Produktionen für das NDR Fernsehen voran. Er galt als unideologischer Journalist mit klarer Haltung und messerscharfem Verstand. Beyer setzte sich für die Stärkung des öffentlich-rechtlichen Rundfunks ein und thematisierte in Publikationen das Verhältnis zwischen Medien und Politik. In einem Interview betonte er die Bedeutung von Regeln für Gemeinschaften wie den NDR, um journalistische Freiheiten zu gewährleisten. Beyer engagierte sich für die Förderung des journalistischen Nachwuchses und die Weiterentwicklung journalistischer Standards im digitalen Zeitalter. Er setzte sich für eine ausgewogene Berichterstattung und die Berücksichtigung regionaler Themen ein.
Bis zu seinem Ruhestand moderierte Beyer sonntags mittags von 12.15 bis 13.00 Uhr die äußerst populäre Sendung "Arnos Schnulzenstunde", in der Schlager-Schnulzen gespielt wurden.

## Positionen und Einschätzungen
Arno Beyer vertritt als Journalist und Medienmanager differenzierte Positionen zu verschiedenen gesellschaftlichen und medienpolitischen Themen. In Bezug auf die Beziehung zwischen Politik und Medien betrachtet er diese als komplex und schwierig, wie aus seinem Beitrag Politik und Medien – Zur Anatomie einer schwierigen Beziehung hervorgeht. Beyer sieht die Medien kritisch in der Rolle eines „Sündenbocks“, wie der Titel seines Aufsatzes Die Medien als Sündenbock nahelegt. In seiner journalistischen Arbeit legt er Wert auf eine ausgewogene Berichterstattung.
Er betont die Bedeutung regionaler Medieninfrastruktur, was sich in seinem Engagement für dessen Ausbau beim NDR in Niedersachsen während seiner Amtszeit zeigt. Beyer sieht die Notwendigkeit, die deutsche Medienlandschaft an moderne Herausforderungen anzupassen, wie aus seinen Bemühungen um die Weiterentwicklung niedersächsischer Produktionen für das NDR Fernsehen hervorgeht.

## Ehrenämter
- 2003–2007 Vorsitzender des Hochschulrates der Fachhochschule Hannover
- 2007–2011 Mitglied des Hochschulrates der TU Braunschweig[9]

### Themenspektrum
Beyer hat im Laufe seiner journalistischen Karriere mehrere Bücher und Aufsätze zu verschiedenen Themen veröffentlicht. Seine erste Publikation war die 1981 erschienene Dissertation Deutsche Einflüsse auf die englische Sprachwissenschaft im 19. Jahrhundert, die im Verlag Kümmerle in Göppingen herausgegeben wurde. 1984 folgte das Werk Verfassung und Taktik, das von der Landeszentrale für politische Bildung Hamburg veröffentlicht wurde. Beyer befasste sich auch mit medienkritischen Themen, wie sein 2008 erschienener Beitrag Die Medien als Sündenbock im Sammelband Die Krise der politischen Repräsentation zeigt. Ein biografisches Werk über einen jüdischen Musiker veröffentlichte Beyer 2011 unter dem Titel Andor der Spielmann. Ein jüdisches Musikerleben im Georg Olms Verlag, das auch in einer englischen Übersetzung als Andor the Spielmann erschien. Das Buch basiert auf der Lebensgeschichte von Andor Izsák und beleuchtet dessen musikalisches Wirken. Im 2017 publizierten Sammelband Parlamentsleben steuerte Beyer den Aufsatz Politik und Medien – Zur Anatomie einer schwierigen Beziehung bei, der sich mit dem Verhältnis zwischen politischen Akteuren und Medienvertretern auseinandersetzt. Neben diesen Monografien und Buchbeiträgen hat Beyer auch Artikel in Fachzeitschriften veröffentlicht, die sich mit journalistischen und medienpolitischen Fragestellungen befassen.
Seine Publikationen decken somit ein breites Themenspektrum ab, das von sprachwissenschaftlichen Untersuchungen über medientheoretische Analysen bis hin zu biografischen Darstellungen reicht. Beyers Veröffentlichungen spiegeln sein Interesse an der Schnittstelle von Medien, Politik und Kultur wider und bieten Einblicke in verschiedene Aspekte der Medienlandschaft. Die Bandbreite seiner Publikationen unterstreicht Beyers vielseitige Expertise als Journalist und Medienmanager. In seinen Werken verbindet er häufig theoretische Betrachtungen mit praktischen Erfahrungen aus seiner langjährigen Tätigkeit beim Norddeutschen Rundfunk.

### Auswahl an Publikationen
- Deutsche Einflüsse auf die englische Sprachwissenschaft im 19. Jahrhundert. Göppingen 1981, ISBN 3-87452-529-5.
- Verfassung und Taktik. Landeszentrale für politische Bildung, Hamburg 1984, DNB 840008120.
- Der NDR als Wirtschaftsfaktor in der Stadt Hannover. In: Wirtschaftsstandort Region Hannover. Darmstadt 2003/2004 (ISBN 3-932845-92-7)
- Die Medien als Sündenbock. In: Die Krise der politischen Repräsentation. Weilerswist 2008, ISBN 978-3-938808-46-7.
- Andor der Spielmann. Ein jüdisches Musikerleben. (englische Ausgabe unter dem Titel: Andor the Spielmann). Georg Olms Verlag, Hildesheim/Zürich/New York 2011, ISBN 978-3-487-08503-6;
- Politik und Medien – Zur Anatomie einer schwierigen Beziehung. In: Parlamentsleben. Oldenburg 2017, ISBN 978-3-7308-1390-4.